# Campionati mondiali di lotta 1904
I campionati mondiali di lotta 1904 sono stati la prima edizione della rassegna iridata. Si sono svolti a Vienna nell'Impero austro-ungarico, dal 23 al 26 maggio 1904. Alla competizione hanno preso parte 26 lottatori provenienti da Austria, Danimarca, Germania, Boemia e Ungheria, i quali hanno preso parte a due tornei (categorie pesi medi e pesi massimi), entrambi nella specialità della lotta greco-romana.

## Medagliere
| Pos.   | Paese    | Oro | Argento | Bronzo | Totale |
| ------ | -------- | --- | ------- | ------ | ------ |
| 1      | Austria  | 1   | 1       | 2      | 4      |
| 2      | Svezia   | 1   | 0       | 0      | 1      |
| 3      | Germania | 0   | 0       | 1      | 1      |
| Totale | Totale   | 2   | 2       | 2      | 6      |

## Podi
| Evento                         | Oro              | Argento        | Bronzo           |
| Pesi medi 75 kg (dettagli)     | Severin Ahlqvist | Hans Schneider | Andreas Wolf     |
| Pesi massimi +75 kg (dettagli) | Rudolf Arnold    | Anton Schmitz  | Heinrich Wolfram |